# 뇌바닥동맥
뇌바닥동맥(basilar artery), 또는 뇌기저동맥(腦基底動脈), 뇌저동맥은 뇌에 산소가 풍부한 혈액을 공급하는 동맥 중 하나이다.
양쪽의 척추동맥과 뇌바닥동맥은 대뇌동맥고리 뒤쪽 부분에 혈액을 공급하며, 속목동맥을 거쳐 대뇌동맥고리 앞쪽 부분의 혈액과 이어진다.

## 구조
뇌바닥동맥의 직경은 1.5~6.6 mm 정도이다.
양쪽 척추동맥이 합쳐져 뇌바닥동맥을 형성한다. 뇌바닥동맥이 시작하는 부분은 숨뇌와 다리뇌 사이의 접합부, 양쪽 갓돌림신경(CN VI) 사이다.
그 후 뇌바닥동맥은 다리뇌 전면에서 뇌바닥고랑을 따라 위로 올라간다. 그 후 중간뇌와 다리뇌 사이의 접합부에서 두 개의 뒤대뇌동맥으로 갈라진다.

### 가지
꼬리쪽에서 머리쪽으로, 뇌바닥동맥의 가지는 다음과 같다.
- 앞아래소뇌동맥
- 미로동맥 (전체 인구의 <15%에서만 뇌바닥동맥에서 분지함. 대개는 앞아래소뇌동맥에서 분지한다.)
- 다리뇌동맥
- 위소뇌동맥

## 추가 이미지

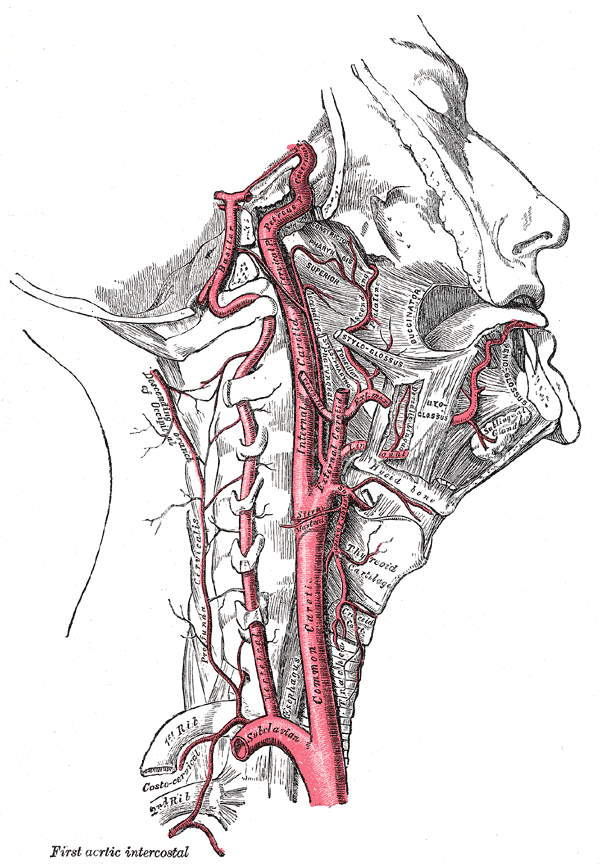
오른쪽 측면에서 본 속목동맥과 뒤대뇌동맥
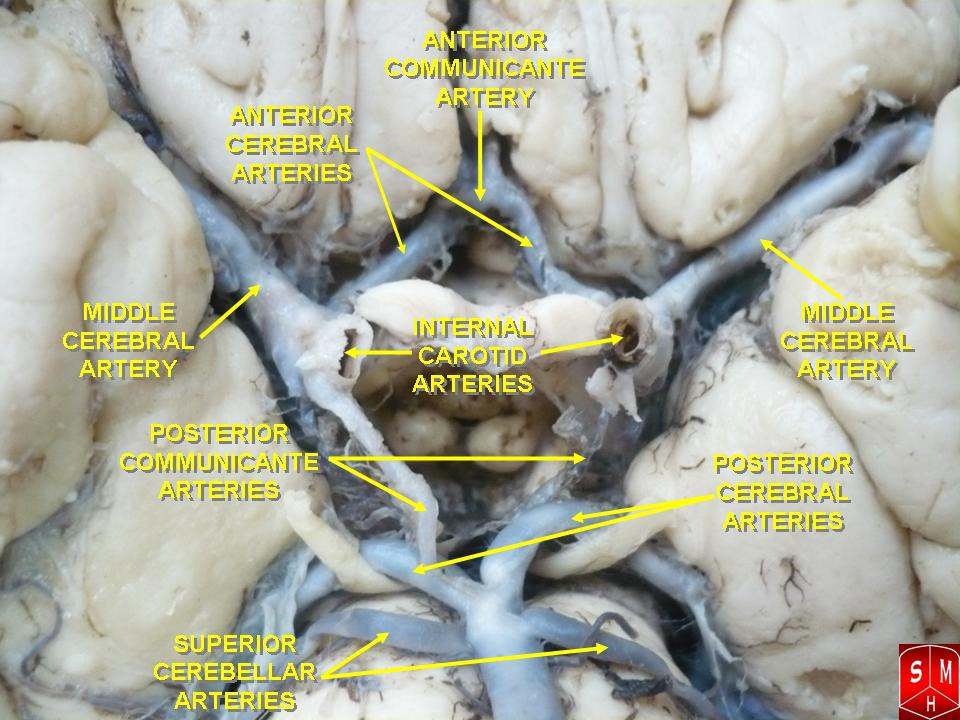
뇌바닥동맥
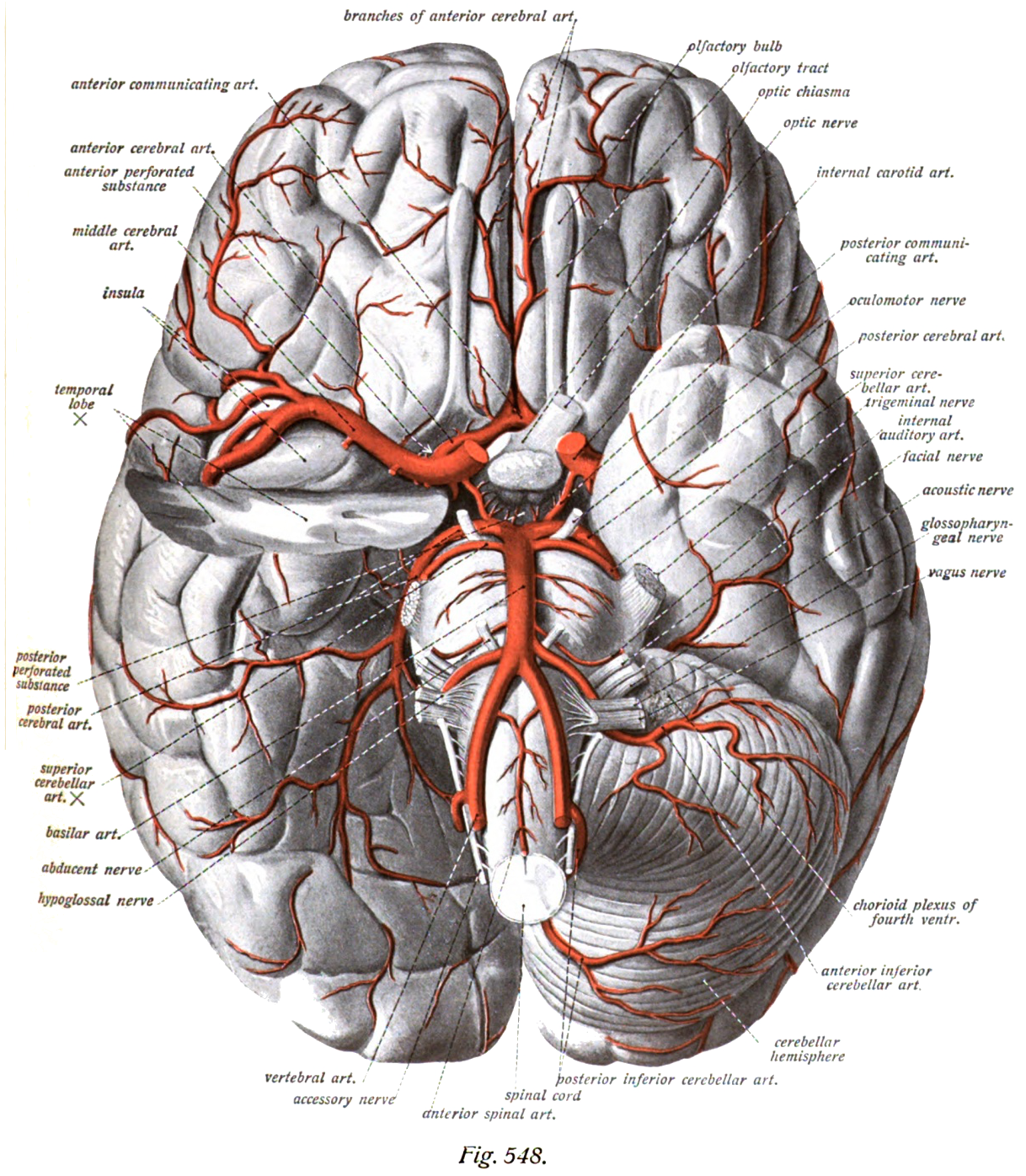
뇌 바닥쪽의 동맥. 뇌바닥동맥은 그림 중간에 표시되어 있다. 오른쪽 부분에는 대뇌의 관자극(temporal pole)과 소뇌 반구가 제거되어 있다. 아래에서 본 모습.